# Ashikaga Yoshimitsu

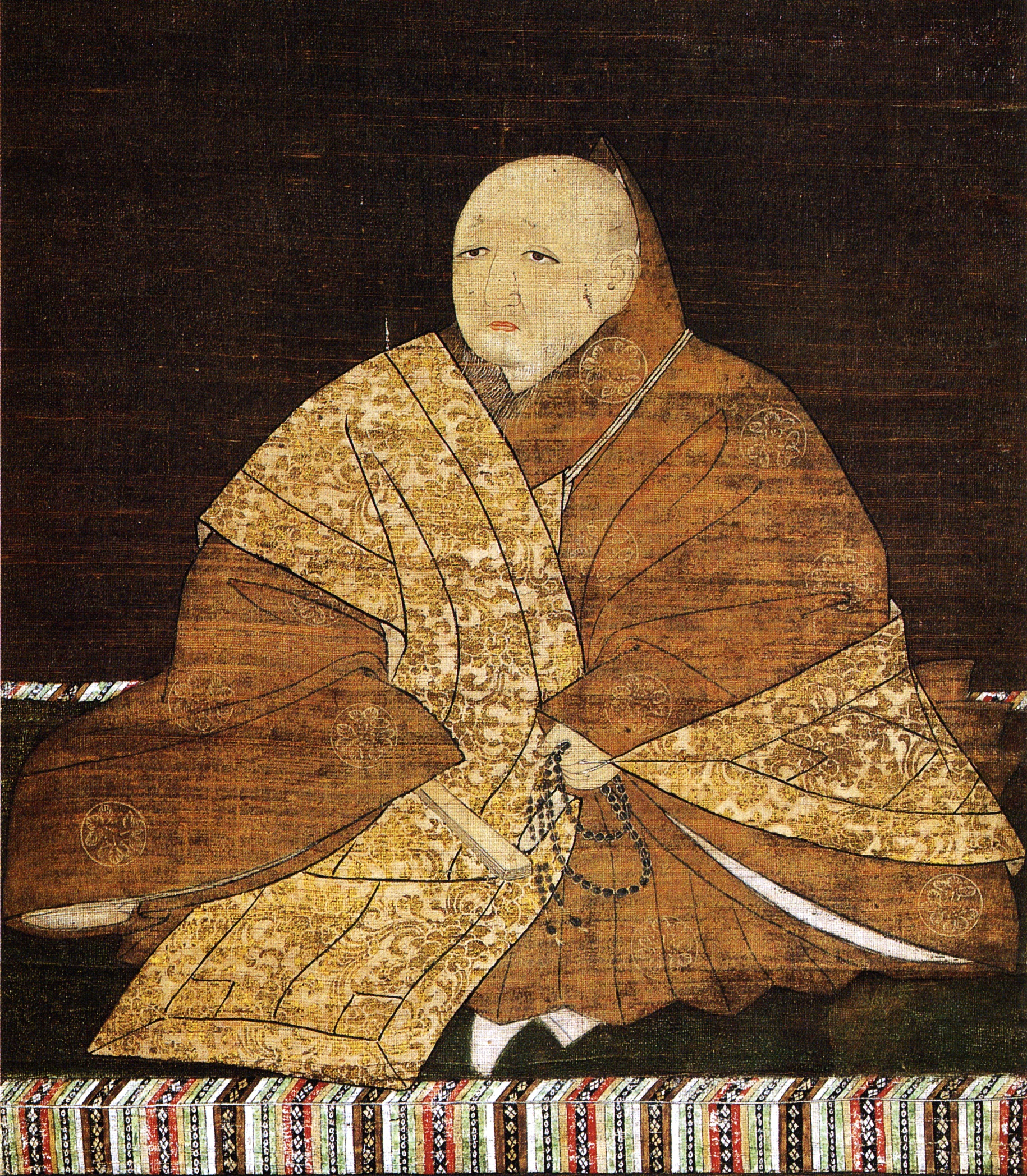
Ashikaga Yoshimitsu

Ashikaga Yoshimitsu (jap. 足利 義満; * 25. September 1358 in Kyōto; † 31. Mai 1408 in Kyōto) war ein japanischer Herrscher im 14. Jahrhundert. Als drittem Shōgun der Ashikaga-Linie gelang es Yoshimitsu, die 56 Jahre andauernde Spaltung in Nord- und Südhof (namboku-chō) aufzuheben. Obwohl das Ashikaga-Shōgunat als schwächstes Regierungssystem im vormodernen Japan gilt, konnte Yoshimitsu eine Zeit gewisser politischer Stabilität aufbauen. Außerhalb der Politik förderte Ashikaga Yoshimitsu Kultur, Kunst und den Buddhismus in Japan. Unter seinem Patronat begannen sich die „traditionellen Künste“ zu entwickeln und zu formieren, und als Mönch hatte der Ashikaga-Shōgun großen Einfluss auf die Gestaltung des Buddhismus.

## Lebenslauf
Ashikaga Yoshimitsu wurde am 25. September 1358 in Kyōto geboren. Sein Vater war der zweite Shōgun der Ashikaga Linie, Ashikaga Yoshiakira (* 1330; † 1367). Seine Mutter, Yoshiko, war die Tochter von Kengyō Tsūsei, einem hochrangigen Beamten des Iwashimizu-Hachiman-Schreines. Als Kind war Yoshimitsu unter dem Namen Shun’ō bekannt.
Als Yoshimitsu drei Jahre alt war, wurde Kyōto im Zuge des Krieges zwischen Nord- und Südhof angegriffen. Während sein Vater, Shōgun Yoshiakira, in die Provinz Ōmi floh, wurde Yoshimitsu zu dem Priester Ranshū Ryōhō des Tempels Kennin-ji gebracht. Dort wurde er als Mönch verkleidet und eine Woche lang versteckt gehalten. Danach schickte ihn der Priester zu Akamatsu Norisuke in die Provinz Harima. Ein Jahr später kehrte Yoshimitsu sicher nach Kyōto zurück.
Im Jahr 1367 wurde Yoshimitsu vom Oberpriester des Tempels Tenryū-ji, Shun’oku Myōha, ordiniert. Shun’oku Myōha und sein Schüler Gidō Shūshin blieben für Yoshimitsu spirituelle Berater für die restliche Zeit seines Lebens. Im selben Jahr, 1367, verstarb sein Vater Ashikaga Yoshiakira an einer Krankheit. Im darauffolgenden Jahr wurde Yoshimitsu im Alter von elf Jahren Shōgun. Gemäß dem Wunsch seines Vaters stand dem jungen Yoshimitsu der Militärgouverneur Hosokawa Yorisuke bei. Dieser bereitete ihn auf seine Rolle vor und half Yoshimitsu, die Macht des Shōgunats zu festigen.
1371 wurde der Muromachi-Palast fertiggestellt und damit der Sitz für das Hauptquartier des Shōgunats. Wegen seiner vielen Blumen und prachtvollen Gärten ist der Muromachi-Palast als hana no gosho („Blumenpalast“) bekannt geworden. Im Jahre 1379 befahl der Ashikaga Shōgun dem Shugo der Ländereien Mino, Ise und Owari seine Ländereien in Owari an einen Verwandten abzugeben. Nachdem der Shugo, Toki Yasuyuki, sich weigerte dies zu tun, befahl Yoshimitsu dessen Cousin Yorimasu, den Shugo anzugreifen. Nach einem dreijährigen Krieg verlor Toki Yasuyuki und gab seine Provinz Mino an Tori Yorimasu ab. Ashikaga Yoshimitsu war dies genug, um die Macht von Tori Yasuyuki zu schwächen. Dieser Krieg wird als Toki-Yasuyuki-Rebellion bezeichnet.
1381 wurde Yoshimitsu Minister des Inneren in Kyōto. 1391 versucht die Yamana-Familie die Herrschaft des Shōgun zu untergraben und wird durch Yoshimitsu besiegt. Dieser Aufstand wird als Meitoku-Rebellion bezeichnet. Im Jahre 1392 gelang es Ashikaga Yoshimitsu durch ein Versprechen die beiden kaiserlichen Höfe zu einen und damit den Krieg zwischen Nord- und Südhof zu beenden. Yoshimitsu gab das Versprechen, dass die Amtsinhaber sich zwischen beiden Linien abwechseln sollten. Dieser Plan wurde jedoch nie durchgeführt.
Im Jahre 1394 erlangte Ashikaga Yoshimitsu schlussendlich das Amt des Großkanzlers, den höchsten Rang am Hof. Yoshimitsu setzte sich offiziell als Shōgun zur Ruhe und übergab die Macht an seinen Sohn Ashikaga Yoshimochi.
1397 begann Ashikaga Yoshimitsu seine Kitayama-Villa, in der Nähe des goldenen Pavillons (Kinkaku-ji) bauen zu lassen. Am 18. November 1399 sandte Ōuchi Yoshiharu eine Armee gegen den Shōgun. Yoshimitsu besiegte die Armee und damit die einflussreiche Familie der Ōuchi. Dieser Versuch, die Macht des Shōgun zu brechen, wird als Ōei-Rebellion bezeichnet. Ab 1401 nahm Yoshimitsu regen Kontakt mit China auf, um den Handel zur See wieder offiziell zu vereinbaren.
Durch die Unterdrückung der südlichen Feudalherren konnte Yoshimitsu dem chinesischen Kaiser nun glaubhaft versichern, der Piraterie ein Ende gesetzt zu haben. Hierdurch erreichte Yoshimitsu ein Ende der – zumindest formal gesehen – 600-jährigen Unterbrechung des offiziellen Handels mit China. Im Jahr 1403 unterzeichnete Ashikaga Yoshimitsu einen Brief an den chinesischen Kaiser Yongle mit „König Japans, zu Diensten des (chinesischen) Kaisers“. Hierdurch konnte Yoshimitsu den chinesischen Kaiser wohlwollend stimmen, so dass dieser dem Seehandel volle Unterstützung zusicherte.
Ab 1404 bedienten sich die beiden Handelspartner China und Japan zur Absicherung ihres Schiffhandels des Abzahlungsgeschäfts und goldener Siegel.
Im Jahr 1408 kam der Tennō Go-Komatsu nach Kitayama zu Besuch. Zu diesem Anlass ließ Yoshimitsu eine große Zeremonie und ein prachtvolles Fest veranstalten. Dieser Besuch wird heute als „kaiserlicher Besuch in Kitayama“ bezeichnet und war damals ein besonderes Ereignis.
Am 31. Mai 1408 starb Yoshimitsu im Alter von 49 Jahren in Kyōto.

## Politische Bedeutung
Eine der drei wichtigsten politischen Errungenschaften Yoshimitsus war die Einigung des kaiserlichen Hofs. Sein Großvater Ashikaga Takauji, der Begründer der Ashikaga-Zeit, hatte 1336 den Go-Daigo in die Hügel von Yoshino verbannt. Seit dieser Zeit existierten parallel der Nordhof in Kyōto und der Südhof in Yoshino. Beide Höfe waren von ihrer legitimen Vorherrschaft überzeugt und bekriegten sich gegenseitig. Diese Zeit der Spaltung zwischen Nord- und Südhof, namboku-chō jidai genannt, konnte erst Ashikaga Yoshimitsu wieder beenden. Er lockte den Südhof mit dem Versprechen, die Reihenfolge der Amtsinhaber abgewechselt würde. Obwohl das Versprechen nicht eingehalten wurde und der Nordhof die Amtsfolge antrat, war der Südhof durch den jahrzehntelangen Krieg so geschwächt, dass er nichts gegen diese Willkür erreichen konnte.
Ein weiterer politischer Triumph des dritten Ashikaga-Shōguns war politische Stabilität. War die Ashikaga-Zeit durch die hohe Macht der Shugo insgesamt eine sehr turbulente und gefährliche Zeit, schaffte Yoshimitsu es doch einigermaßen gut, die Säulen seiner Herrschaft zu festigen. Die Säulen waren zwar ebendiese Militärgouverneure des Shōgun. Doch Yoshimitsu verstand sich äußerst gut darauf, die Balancierung der Macht zwischen den Shugo gleichmäßig aufzuteilen (für die Shugo galt damals Residenzpflicht in Kyōto bzw. Kamakura). Zwar waren viele Shugo blutsverwandt mit den Ashikaga, doch ein viel wichtigerer Faktor waren die loyalen und starken Shugo-Familien, hauptsächlich die der Hosokawa, der Hatakeyama und der Shiba. Seine Stellung und Freundschaft gegenüber den Shugo festigte Yoshimitsu durch zahlreiche Reisen, in denen er sowohl seine Religiosität als auch seine Macht und sein Ansehen zur Schau stellte. Gerade im Kindesalter war jedoch die Unterstützung durch seinen kanrei für Yoshimitsu sehr wichtig, aber auch später war der kanrei von großer Bedeutung. Diese Bedeutung begründet sich unter anderem dadurch, dass der kanrei als Mediator zwischen den Shugo und den Shōen-Besitzern vermittelte. Die Macht des Shōgun manifestierte sich also darin, die Macht einflussreicher Shugo auf seiner Seite zu wissen und dafür zu sorgen, dass kein Shugo an zu viel Macht kam.
Als dritten, wichtigen Punkt politischer Erfolge sei der wieder erblühte Handel mit China zu nennen. Die Chinesen hatten seit Jahrhunderten keinen offiziellen Handel mit Japan mehr geführt. Wegen der Wakō-Piraten im südwestlichen Japan, ließ sich der chinesische Kaiser auch nicht auf Yoshimitsus frühe Versuche ein, den Handel wiederherzustellen. Als der Shōgun dann die südlichen Feudalherren unterdrückte und erneut eine Botschaft nach China sandte, ließ sich der Kaiser Yongle auf ein Handelsabkommen mit Japan ein. Dieser neu aufgenommene Handel mit China spielte als politische Errungenschaft eine enorme Rolle für die kulturellen und religiösen Entwicklungen der kommenden Zeit.

## Verhältnis zur Religion
Ashikaga Yoshimitsu war zeit seines Lebens eng mit dem Zen-Buddhismus verbunden. Spätestens als Kind von drei Jahren machte Yoshimitsu seine erste Bekanntschaft mit dem Buddhismus, während er eine Woche lang versteckt im Tempel lebte.
Wenige Jahre später, im Jahre 1367 wird Yoshimitsu vom Oberpriester des Tenryū-ji ordiniert. Dieser Mönch, Shun’oku Myōha, war es auch, der Yoshimitsu immer anfeuerte, fleißig die buddhistische Praxis des Zazen (Meditation im Sitzen) zu üben.
Um seiner Zuneigung zum Zen Ausdruck zu verleihen, wuchs in Yoshimitsu der Wunsch heran, einen Tempel errichten zu lassen. Im September 1382 fragte er bei einer Zeremonie von Musō Soseki in Saga dann seinen Lehrer, Gidō Shūshin, und auch Shun’oku Myōha um Rat. Shun’oku schlug als Namen für einen Tempel dann Shōkoku-ji vor und sein Schüler Gidō Shūshin fügte noch das Präfix jōten hinzu, um der Absegnung durch den Kaiser Ausdruck zu verleihen.
Durch den wiederhergestellten Handel und Schiffsverkehr mit China wurde der Austausch zwischen chinesischen und japanischen Tempeln enorm begünstigt und die Rolle der Zen-Klöster im kulturellen Bereich wuchs.
Im Jahre 1386 führte Ashikaga Yoshimitsu eine Hierarchie nach chinesischem Vorbild für die verschiedenen Zen-Tempel in Japan ein. Sowohl in Kyōto als auch in Kamakura wurden jeweils fünf amtliche Haupttempel (gozan) und zehn Nebentempel (jissetsu) bestimmt. Die 60 provinzialen und über 200 lokalen Tempel wurden auch in die Hierarchie mit einbezogen.
Der Zen-Buddhismus gedieh einerseits unter dem Vorteil der shōgunalen Unterstützung wurde auf der anderen Seite aber durch das Shōgunat überwacht und befehligt. Beispielsweise wurden Gehälter und Rangordnungen innerhalb der Zen-Sekte vom bakufu festgelegt. Andererseits waren hohe Zen-Priester oftmals wichtige Berater für die Shōgune.

## Position zur Kultur
Der Ashikaga Shōgun Yoshimitsu engagierte sich sehr für Kunst und Kultur und unterstützte als Patron der Künste ihre Entwicklung sowohl direkt als auch indirekt. Sein ausschweifender Lebensstil, seine prachtvollen Bauten und seine zahlreichen Feste lockten viele wichtige Persönlichkeiten an, doch auch als Shōgun und Zenmönch scharte Yoshimitsu Gelehrte, Künstler und Priester um sich. Zur Zeit Yoshimitsus gewann die Kultur vor allem auch dadurch an Bedeutung und Verbreitung, dass neben dem Hofadel auch der Kriegeradel und damit weitere Bevölkerungsschichten mit Kultur und Kunst in Berührung kamen. Der Kriegeradel beispielsweise bemühte sich um Etikette und Literatur, aber auch in Künsten wie der Teezeremonie. Die Einflüsse des chinesischen Festlandes auf die Kultur sind nicht auf Zen beschränkt, sondern finden sich in so gut wie allen Künsten wieder. Die wichtigsten Künste, die in dieser Zeit einen Aufschwung erlebten sind:
- renga-Kettendichtung
- Tuschmalerei
- Architektur und Landschaftsgärtnerei
- Teezeremonie
- Nō-Theater

Als speziellen Begriff der Kultur während der Amtszeit des dritten Ashikaga-Shōguns gibt es noch die sogenannte Kitayama-Kultur (kitayama bunka). Damit ist speziell die Zeitspanne von 1369 bis 1408 gemeint und bezieht sich auf den Import chinesischer Kulturobjekte der Ming-Dynastie.

## Fazit
Ashikaga Yoshimitsu war für seine Zeit ein herausragender Politiker, der es schaffte, in einem Zeitalter politischer Umorientierung und wandelnder Machtverhältnisse seine Position als Shōgun zu festigen. Durch inszenierte Selbstdarstellung und ein überlegtes System der Machtverteilung auf der einen Seite und Ausrottung der Feinde auf der anderen Seite etablierte Ashikaga Yoshimitsu sich als einer der stärksten unter den fünfzehn Ashikaga-Shōgunen.
Sein Weg als Schüler des Zen-Buddhismus und seine Position als politischer Machtinhaber ermöglichten ihm einen großen Einfluss und eine starke Förderung des Zen. Die Wiederaufnahme des Handels mit China hingegen ermöglichte die Vertiefung des chinesischen Einflusses auf das japanische Religions- und Kulturwesen.
Das Schaffen und die Hinterlassenschaften von Ashikaga Yoshimitsu waren Vorbild für kommende japanische Kulturentwicklungen (vgl. die Higashiyama-Kultur des achten Ashikaga-Shōgun Yoshimasa) und bleiben bis in die Gegenwart Gegenstand intensiver Betrachtung. Außerdem kann man davon ausgehen, dass Ashikaga Yoshimitsu durch seinen Sieg über den Südhof den Fokus auf die Hauptstadt Kyōto und dem damit verbundenen Stadtteil Muromachi (daher Muromachi-Zeit) gewährleistet hat. Sein Goldener Pavillon in Kyōto wurde 1994 zum UNESCO-Weltkulturerbe erklärt.
Dennoch sollte man auch beachten, dass Ashikaga Yoshimitsu stark dafür kritisiert wurde, sich in dem Brief an den chinesischen Kaiser unterwürfig einzuordnen und als König Japans dem Kaiser Chinas seine Dienste anzubieten. Ob dies ein kluger Schachzug war, um den Handel und die politischen Beziehungen zu China zu verbessern oder als ernstgemeinte Unterwürfigkeit zu verstehen ist, bleibt jedoch umstritten.

## Zeittafel
- 1336: Spaltung des kaiserlichen Hofs durch Verbannung Go-Daigos
- 1338: Gründung des Ashikaga-Shōgunats durch Takauji
- 1358: Geburt von Ashikaga Yoshimitsu
- 1367: Tod von Ashikaga Yoshiakira
- 1368: Amtsantritt von Yoshimitsu, Beginn der Ming-Dynastie in China
- 1371: Fertigstellung des Blumenpalastes
- 1379: Toki-Yasuyuki-Rebellion
- 1381: Yoshimitsu wird Kanzler des Inneren
- 1391: Meitoku-Rebellion
- 1392: Einigung der beiden kaiserlichen Linien
- 1394: Yoshimitsu wird Großkanzler und setzt sich offiziell zur Ruhe
- 1397: Bau des Kitayama-Palastes (Kinkaku-ji)
- 1399: Ōei-Rebellion
- 1401: Kontaktaufnahme mit China bezüglich des Schiffshandels
- 1402: Yoshimitsu unterdrückt die Piraterie im Auftrag Chinas
- 1403: Unterzeichnung des Briefs mit Unterordnung gegenüber China
- 1404: Abzahlungsgeschäfte für den Schiffhandel (tally trade)
- 1408: Kaiserlicher Besuch in Kitayama, Tod Yoshimitsus